# Francesco Romano (wielrenner)
Francesco Romano (Vittoria, 9 juli 1997) is een Italiaans wielrenner die in 2019 en 2020 als beroepsrenner reed voor Bardiani CSF.

## Carrière
Als junior werd Romano in 2014 zevende in de door Edoardo Affini gewonnen wegwedstrijd op het Europese kampioenschap. Eerder dat jaar was hij al onder meer vijfde geworden in het eindklassement van de Ronde van Istrië en achtste in dat van de GP Général Patton.
In 2017 won Romano de zesde etappe in de Ronde van Italië voor beloften, die dat jaar voor het eerst sinds 2012 werd georganiseerd. Zijn landgenoot Massimo Rosa werd een seconde later tweede. Vanaf eind juli mocht Romano stage lopen bij UAE Team Emirates. In 2018 won hij een etappe in de Ronde van Navarra, die niet op de UCI-kalender staat.
In 2019 werd Romano prof bij Bardiani CSF. In zijn eerste profseizoen nam hij onder meer deel aan de Internationale Wielerweek en de Ronde van het Qinghaimeer.

## Overwinningen
2017
6e etappe Ronde van Italië, Beloften
2018
Eindklassement Ronde van Navarra

## Resultaten in voornaamste wedstrijden
| Jaar | Ronde van Italië | Ronde van Frankrijk | Ronde van Spanje |
| ---- | ---------------- | ------------------- | ---------------- |
| 2019 |                  |                     |                  |
| 2020 | 91e              |                     |                  |

| Jaar | Ronde van Lombardije |
| ---- | -------------------- |
| 2019 | opgave               |
| 2020 | opgave               |

## Ploegen
- 2017 –  UAE Team Emirates (stagiair vanaf 28-7)
- 2019 –  Bardiani CSF
- 2020 –  Bardiani-CSF-Faizanè

Aït el Abdia · Atapuma · Bono · Consonni · Conti · Costa · Đurasek · Ferrari · Ganna · Guardini · Kump · Laengen · Marcato · Meintjes · Mirza · Modolo · Mohorič · Mori · Niemiec · Petilli · Polanc · Ravasi · Swift · Troia  · Ulissi · Zurlo · Lizde (stagiair) · Raboesjenka (stagiair) · Romano (stagiair)
Albanese · Barbin · Bresciani · Carboni · Covili · Guardini · Maestri · Maronese · Orsini · Pessot · Romano · Rota · Savini · Senni · Simion · Tonelli · Wackermann